# 김명헌
김명헌(金命獻, 1714년 ~ 1795년 2월 19일)은 조선 후기의 유학자이자 시인이다. 본관은 광산(光山), 자(字)는 사충(士忠)이다. 제주도 중문 출신.
과거 시험에 10번을 응시하였으나 시험관의 비리로 낙방하였다. 1794년(정조 18년) 4월 정조의 특명으로 어사 심낙수가 주관한 특별 제주도시(濟州島試)에 차석으로 입격하여, 직부전시의 명을 받았으나 전령이 도착하기 전에 사망, 증 호조참판에 추증되었다. 사망 직후에 급제를 알리는 관원이 도착하여 교지를 관 위에 올려두자, 관이 부르르 떨리고 교지가 땅에 떨어졌다 한다.
과거 급제 교지를 받기 전에 사망하여, 국조방목에는 실리지 못했으나, 《용방록(龍榜錄)》의 명단에 그의 이름이 실려 있고, 후손이 소장하던 문과 병과 40등 교지가 발견되면서 문과 병과 급제 기록이 사실로 확인되었다.

## 생애
1714년 제주도 대정현 중문면 중문리(현, 서귀포시 중문동) 출신으로, 고려 충렬왕~충숙왕 때의 재상 문정공 김태현(金台鉉)의 12대손이자 충숙왕때의 전리판서, 예문관대제학을 지낸 문간공 김광재(金光載)의 차남 윤조(胤祖)의 10대손이다. 할아버지는 철충장군 첨지중추부사 김여문(金汝文)이고, 아버지는 수직통정대부(壽職通政大夫)와 절충장군 첨지중추부사를 역임한 김장집(金章緝)이고 어머니는 허씨(許氏)이다. 8대조 때 제주도로 이주해 왔다. 1730년대 중문면 호근리에서 주승케부락에 살던 제주고씨 집안에 장가가면서 중문면 색달리 지경 주승캐로 이주했다. 1733년 10월 정의현 호근리로 이주하였다.
그는 일찍이 저명한 성리학자에게 수학했는데, 스승의 이름은 전하지 않는다. 이후 그는 서당의 훈장(訓長)으로 활동했다. 한성에 상경하여 9번을 과거 시험에 응시하였으나, 부패한 시험관들의 농간으로 급제는 다른 명문가 자제들에게 돌아갔다. 10번째 과거 시험을 본 뒤 낙방을 예감하여 글을 지어 바치고 귀향하였다. 과거가 끝나자 한 시험관은 한탄하며 이 늙은 선비가 아홉 번을 낙방했으나, 이런 글재주라면 매번 급제했을 것인데도 매번 급제를 빼앗겼다며 탄식했다. 후일 청년들과 창수할 때 이몸은 구구요 과거낙방은 삼삼(年年九九 落第三三)이라 하였다.
1760년대에 회수동 동해촌으로 이주하였다. 1765년(영조 41년) 제주도과(濟州島科)에 응시하여 차상(次上)을 받았다. 1782년 다시 제주도과에 응시하여 차상의 성적을 받았다. 1782년의 승정원일기 기사에 의하면 특명으로 그 당시에 유학 김명헌(金命獻)은 나이가 70세에 가깝고 문장도 볼 만하니, 먼 지방의 백성을 위로하여 기쁘게 해 주는 도리에 있어서 격려하고 권장해서 종이 3권, 붓 5자루, 먹 5자루를 상으로 내려주었다.
만년에 둘째 아들이 사는 원동산부락으로 이주하여 여생을 보냈다. 1794년 성내에 큰 화재가 발행, 집들이 많이 불에 타고 불에 타죽은 사람이 많았다. 1795년(정조 20) 정조가 위문차 보낸 제주도 안핵순무어사(按覈巡撫御史) 심낙수(沈樂洙)가 특명으로 주관한 그해 4월 21일의 제주도시(濟州島試)에 2등 차석(次席)으로 입격하였다. 당시 그의 나이 81세였기에 특별히 급제하였다고도 한다.
| “ | 책에서 지차(之次)인 대정의 유학 김명헌(金命獻)은 이에 앞서 어사를 별도로 보내 시취할 때에 나이가 70에 가깝다는 이유로 특별히 시상했는데, 올해 또 81세로 응시하여 입격하였다. 경과(慶科)에 응시한 팔도의 유생 중 7, 8십 세의 연로한 유생에 대해서는 별도로 가서 시취하고 특별히 특례로 급제의 자격을 하사하도록 하였으니, 함께 경하하고 모든 백성을 동일하게 대하는 취지로 볼 때 어찌 제주의 백성만 빠뜨릴 수 있겠는가. 김명헌에게도 전시에 곧바로 응시할 자격을 주고 내년에 무과(武科)에 응시하는 사람과 함께 올려보내라고 목사에게 하유(下諭)하라. 곧바로 응시할 자격을 인정하는 첩문(帖文)도 즉시 작성해서 보낼 것을 해당 방(房)은 잘 알라. 策之次大靜幼學金命獻前此別遣御史試取時以年近七十格外施賞矣今年又以八十一歲應試入格八路儒生來觀慶科之七八十歲老儒旣命別往試取特爲拔例賜第其在同慶一視之意豈可使耽羅獨漏乎亦爲直赴殿試趁明年與武擧人同爲上送之意下諭于牧使直赴帖文亦卽成送事該房知 | ” |

정조의 지시로 특별히 직부전시(直赴殿試)의 명을 받고, 전시에 응시한 뒤 제주도로 되돌아왔다. 1794년 괴원 정자에 제수되었으나 나이 81세라 하여 특별히 노인직으로 가선대부의 교지를 받았다.
1794년 7월 12일 문과 합격자 명단에 병과 40등의 홍패가 내려졌다. 그러나 나이가 81세로 한성에 갈 수 없음을 심낙수(沈樂洙)가 정조에게 전하니, '제주 대정현의 전시(殿試)에 직부(直赴)한 유생 김명헌은 다음 해 급제자로 명단 끝에 넣고, 어사화와 홍패(紅牌)를 내려보내어 이름을 부른 다음 제주 객사(客舍)의 뜰에서 사은 숙배케 하라(命大靜縣直赴儒生金命獻, 明年唱第時, 付之榜尾, 花牌下送, 使之唱名, 肅拜於客舍庭)'고 하였다.
그러나 1795년(정조 19년) 2월 19일 합격 창방이 도착하기 직전에 과로와 노환으로 사망하였다. 그는 자신의 죽음을 예감하고, 평생 소원이던 과거 급제를 못하고 죽는 것을 한탄했다 한다. 당시 그의 나이 향년 81세였다.

## 사후
입관 후, 1795년(정조 19년) 3월 특별히 문과 병과 40등의 홍패교지가 추서되었다. 제주목사를 거쳐 대정현감이 그에게 전달하는 과정에서 늦어졌다 한다. 뒤늦게 한성부에서 온 전령이 분향 후, 그의 관에 교지를 올리자 관이 부르르 떨리더니 교지가 땅바닥에 떨어졌다 한다. 사연은 후에 전설로 구전하게 되었다. 사후 특명으로 증 호조참판에 추증되었다.
당초 승문원 정자(承文院正字)에 추증되었으나, 1794년 그를 노인직으로 가선대부에 임명한 일이 있어, 승문원 정자 증직이 문제시되었다. 다시 개정하여 2품의 실직(實職)에 다시 추증(追贈)하여, 증 호조참판 겸 동지의금부사를 추증하였다. 교지에는 전시출신자가 사망하여 의법전에 의해 상당직을 추증한다 하였다. 묘소는 팔소장 하원경 방와산북 손좌에 있다.
1795년(정조 19) 특별 제주도시에 그가 제출한 답안지는 다른 합격자들의 답안지와 함께 《탐라빈흥록(耽羅賓興錄)》으로 묶여져 인쇄되어 반포되었으며, 후일 규장각한국학연구원에서 입수하였다. 1963년 9월 6대손 승민(承玟)이 서귀포시 중문동 1801번지에 '문과 증가선대부 호조참판 겸동지의금부사 김공명헌 추모비(文科贈嘉善大夫戶曹參判兼同知義禁府使金公命獻追慕碑)'를 세웠다.

## 기타
1623년부터 실시된 제주도 지역의 특별 시험인 제주도시 합격자 명단은 《용방록(龍榜錄)》으로 작성되어 실렸다. 1892년 6월 18일에 편찬된 《용방록(龍榜錄)》이 현재 전한다.
그의 문인 변경붕(邊景鵬)도 1794년 제주어사(濟州御使) 심낙수(沈樂洙)의 특별시에 합격한 후, 그해의 식년문과에 병과 26등으로 합격하여 만경현령 등을 역임했다.

## 참고
- 《정조실록》
- 《승정원일기》
- 《일성록》
- 《용방록(龍榜錄)》
- 《탐라빈흥록(耽羅賓興錄)》